# José Augusto Costa
José Augusto Costa (Aquidabã, 3 de outubro de 1936 — Feira de Santana, 5 de dezembro de 1981), também conhecido como José Augusto Sergipano ou José Augusto Velho, foi um cantor brasileiro

## Biografia
José Augusto nasceu na Avenida Santa Terezinha, no bairro da Baixinha, em Aquidabã, Sergipe, onde fez os primeiros estudos, e depois veio morar em Aracaju, concluindo o segundo grau. Em 1953, estudava e trabalhava na primeira linha de ônibus coletivo da capital sergipana.
Sendo um dos seis irmãos, era o filho mais novo de Maria Adolfina Costa e de Januário Bispo dos Santos. O jovem José Augusto cantava nas festinhas das escolas e festas de aniversários, pois sua vocação para cantor aflorou na juventude. Gravou mais de 200 músicas, em 22 LPs, iniciando a sua carreira de cantor na Gravadora Chantecler, realizando seu grande sonho, gravando também em outras gravadoras. O seu nome "estourou" nos principais programas radiofônicos da capital paulistana, fazendo sucesso retumbante, admirado pelos nordestinos e pelos brasileiros de um modo em geral. Viajou por todo o país fazendo shows, apresentando-se em palcos dos cinemas (na época os cinemas eram os principais locais para a apresentação dos artistas). As emissoras de Aracaju tocavam os seus discos diariamente, fato que se repetia em todo o Brasil.
Em 1964, o deputado estadual Antonio Torres Junior contratou um show do cantor José Augusto para uma apresentação em Canhoba. O show, realizado na calçada da residência da família Torres, foi um sucesso.

## Morte
Pouco lembrado pelas emissoras de televisão na época (que davam ênfase à música sertaneja), o cantor, por exigência do seu empresário, viajou para Senhor do Bonfim, na Bahia, pouco depois de ter voltado de Aracaju, quando soube da hospitalização de sua mãe, Dona Adolfina. Cumprindo sua extensa agenda, sofreu um acidente de carro próximo da cidade de Feira de Santana. Ele morreu na hora, com apenas 45 anos. O corpo foi sepultado no jazigo da família, no Cemitério Santa Isabel.

## Discografia

### LP's
- Florisbela Saint-Tropez/Saudade bateu na porta • Carnaval (1961)
- Se meu apartamento falasse • Califórnia (1962)
- Ninguém faz falta/Minha saudade • Chantecler (1962)
- Minha mãezinha/Cantando pra não chorar • Chantecler (1962)
- Guarânia da noite triste/Tortura • Chantecler (1963)
- Tudo de mim/E o tempo passou • Chantecler (1963)
- Engano do carteiro/Até amanhã • Chantecler (1963)
- Beijo gelado/Amor proibido • Chantecler (1964)
- Angústia da solidão/Traição • Chantecler (1964)
- Um novo ídolo • Chantecler (1964)
- O cantor galã • Chantecler (1965)
- Prova de amor • Chantecler (1965)
- Exitos del Brasil • Chantecler (1965)
- Dois corações e um destino • Chantecler (1965)
- José Augusto • Chantecler (1966)
- Preciso de alguém • Chantecler (1967)
- Momento feliz • Chantecler (1968)
- Prece de um rapaz apaixonado • Chantecler (1969)
- Os grandes sucessos • Chantecler (1969)
- Só pertenço a você • Chantecler (1970)
- Valor de um coração • Continental (1971)
- Prece de amor e paz • Continental (1971)
- José Augusto • Continental (1973)
- Os grandes sucessos • Continental (1975)
- José Augusto • Chantecler (1976)
- Aliança devolvida • Chantecler (1978)
- Abraça-me • Continental (1980)
- Os grandes sucessos Vol. 2 • Continental (1980)

### Compactos
- Se é destino • Chantecler (ano desconhecido)
- Se choras, se ris/Nosso erro • Chantecler (ano desconhecido)
- Beijo gelado • Chantecler (1964)
- Sombras/Já viu • Chantecler (1965)
- A bondade de Deus • Chantecler (ano desconhecido)
- Mentira piedosa/A arca de Noé • Chantecler (1970)
- Beijo gelado/Sombras/Nossa linda canção/Rosário de amargura • Chantecler (1974)
- Aliança jogada • Chantecler (1977)
- Amor proibido • Chantecler (ano desconhecido)
- Sombras nada mais • Continental (1980)